# Fajr Shahid Sepasi Shiraz FC
El Fajr Shahid Sepasi Shiraz Football Club (persa: باشگاه فرهنگى ورزشى فجر شهید سپاسی شیراز, Bashgah-e Futbal-e Fajr-e Sepasi-ye Shiraz) és un club de futbol iranià de la ciutat de Siraz.
El club és propietat de la milícia Basij.

## Història
El club nasqué l'any 1988, fundat per un grup de joves, amb el nom de Behzad. Quan Majid Sepasi fou mort durant la guerra Iran-Iraq, el club adoptà el nom de Fajr Shahid Sepasi en honor seu.
El 1991 fou comprat pels Cossos de la Guàrdia Revolucionària Islàmica (Sepah Pasdaran). El 1995 fou campió de la província de Fars i l'any següent ascendí a la lliga iraniana. El desembre de 2006 fou venut al Basij, i anomenat Moghavemat. El nom oficial passà a ser Moghavemat Shahid Sepasi Shiraz.

## Palmarès
- Copa Hazfi:[2]
  - 2001

## Entrenadors
- Mansour Pourheidari
- Mahmoud Yavari
- Gholam Hossein Peyrovani (1999-2009)
- Akbar Misaghian (2009-present)

## Futbolistes destacats
| - Hashem Beikzadeh - Faraz Fatemi - Mehrzad Madanchi - Mehdi Rahmati - Bahman Tahmasebi - Mehdi Rajabzadeh - Davoud Seyed Abbasi - Hossein Ashena - Omidreza Ravankhah | - Gholamreza Rezaei - Siavash Akbarpour - Ali Ansarian - Mahmoud Fekri - Ali Samereh - Ali Alizadeh - Sosha Makani - Alireza Emamifar - Farshid Talebi |